# Fellhaneropsis
Fellhaneropsis Sérus. & Coppins (smeraczek) – rodzaj grzybów z rodziny Byssolomataceae. Ze względu na współżycie z glonami zaliczany jest do grupy porostów. W Polsce występują dwa gatunki.

## Systematyka i nazewnictwo
Pozycja w klasyfikacji według Index Fungorum: Byssolomataceae, Lecanorales, Lecanoromycetidae, Lecanoromycetes, Pezizomycotina, Ascomycota, Fungi.
Nazwa polska według W. Fałtynowicza.

## Niektóre gatunki
- Fellhaneropsis australiana Lücking 2001
- Fellhaneropsis myrtillicola (Erichsen) Sérus. & Coppins 1996 – smeraczek borówczany
- Fellhaneropsis vezdae (Coppins & P. James) Sérus. & Coppins 1996 – smeraczek Vezdy

Nazwy naukowe na podstawie Index Fungorum. Uwzględniono tylko taksony zweryfikowane. Nazwy polskie według W. Fałtynowicza.